# Ceratocryptus graciliventris
Ceratocryptus graciliventris är en stekelart som först beskrevs av Cameron 1911.  Ceratocryptus graciliventris ingår i släktet Ceratocryptus och familjen brokparasitsteklar. Inga underarter finns listade i Catalogue of Life.